# برج آسمان (فرمانیه)
برج آسمان از برج‌های با بلندای بیش از ۱۰۰ متر شهر تهران است که در چهارراه فرمانیه (تقاطع خیابان پاسداران و خیابان فرمانیه (شهید دکتر لواسانی)) جای گرفته‌است. این برج ۳۷ طبقه در زمان ساخت بلندترین برج مسکونی در شهر تهران بود و هم‌اکنون نیز پس از برج بین‌المللی تهران دومین برج مسکونی بلند تهران به شمار می‌رود.
این برج در زمینی به مساحت نزدیک به ۵۵۰۰ متر مربع ساخته شده‌است و دارای ۱۰۴ واحد مسکونی، واحدهای تجاری و مجموعه اداری است. دفتر مرکزی شرکت کشتیرانی جمهوری اسلامی ایران هم اینک در این برج قرار دارد.